# Деметрій (брат Антигона I)
Деметрій (дав.-гр. Δημήτριος) — наварх македонського басилевса Філіппа II, старший брат діадоха Антигона Одноокого. За однією з версій, справжній батько Деметрія Поліоркета.

## Біографія

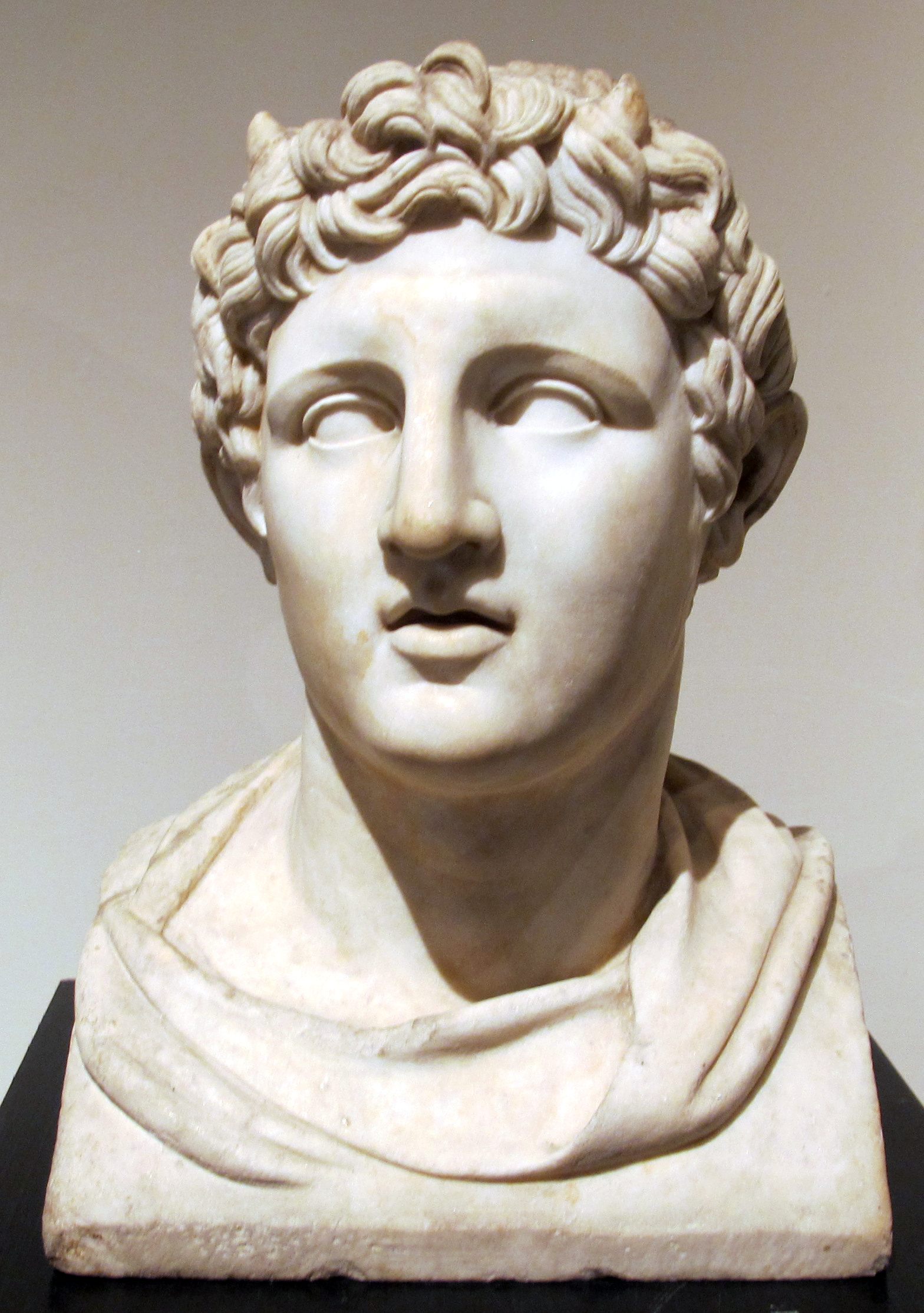
Погруддя Деметрія Поліоркета

Деметрій був сином македонянина Філіппа і його невідомої на ім'я дружини. Дослідник Річард Біллоуз припускав, що батько був аристократом, а Деметрій був його старшим сином. Крім нього в сім'ї народилося ще кілька дітей: Антигон I Одноокий, Филипп і, можливо, Птолемей, а також ще один син, батько воєначальника Телефора. Після смерті батька, мати вийшла заміж вдруге за якогось Періандра і народила Марсія — майбутнього історика.
Згідно з Плутархом, діадох Антигон Моноофтальм мав брата Деметрія, на честь якого він назвав свого старшого сина Деметрія Поліоркета. Також, Плутарх приводить версію, що Поліоркет насправді був племінником Антигона і сином його брата Деметрія, який помер коли його син був ще немовлям. Через те, що його вдова — Стратоніка одразу одружилася з Антигоном, то й Поліоркета вважали сином від нового чоловіка.
Дослідник Річард Біллоуз вважав Деметрія старшим братом Антигона, який помер у битві біля Перинфу чи Візантію або ж під час війни з трибалами. На його думку, плітки про батьківство Поліоркета з'явилися через те, що він народився досить швидко після одруження його батьків.
Російський історик Олег Габелко ототожнював Деметрія, брата Антигона з полководцем македонського басилевса Філіппа II якого згадує античний географ Діонісій Візантійський у своєму творі «Плавання по Боспору». Згідно з Діонісієм, неподалік мису Вахкії візантійці розбили македонські війська на чолі з Деметрієм. Місцевість де відбулася битва, назвали Фермемерія — «спека», бо візантійці билися з «великою майстерністю та жарким запалом». На думку Олега Габелка, цей епізод стався під час кампанії Філіппа II проти Візантію, яка йшла з осені 340 року до н. е. до березня 339 року до н. е. Деметрій, напевно, загинув під час битви враховуючи чисельну перевагу супротивника. Дослідниця Валентина Невська пов'язувала поразку наварха Деметрія з прибуттям до Боспору афінського війська на чолі з полководцем Харесом.
Олег Габелко зауважив, що під час тієї самої військової кампанії, а саме під час облоги Перинфу, втратив око молодший брат Деметрія — Антигон. По поверненню додому він одружився з вдовою брата і назвав на честь нього свого первістка. Однак, між шлюбом Антигона та народженням Деметрія Поліоркета пройшло не менше двох з половиною років, що унеможливлює версію про батьківство старшого брата Антигона. Дата народження Деметрія Поліоркета вираховується з повідомлення Плутарху про вік діадоха на момент його смерті. Враховуючи, що Плутарх користувався працями історика Єроніма з Кардії, який особисто знав Антигона та його сина, дуже малоймовірно, щоб тут була помилка. Олег Габелко пояснював це протиріччя неузгодженістю давньої традиції.
Румунський історик Адріан Димітру вважав, що битва згадана Діонісієм Візантійським відбулася не під час правління Філіппа II, а під час правління Філіппа V. Він вказував на інший параграф твору Діонісія, де розповідалося, що македонський басилевс Філіпп наказав розібрати храм Плутона для будівництва моста через затоку Золотий Ріг. Димітру підкреслював, що такий вчинок не характерний для Філіппа II, який поважливо ставився до храмів. Водночас Філіппа V античні автори неодноразово звинувачували у святотатстві. Олег Габелко, розглядаючи версію Димітру, дійшов висновку, що ці два епізоди стосувалися різних басилевсів. Також, він зазначив, що на відміну від Філіппа II, у Філіппа V невідомо про воєначальника, на ім'я Деметрій.
Дослідник Вальдемар Геккель зазначав, що існує «спокуса» ототожнити Деметрія, брата Антигона з соматофілаком Деметрієм, учасником змови Філоти. Однак він вважав таку версію вкрай сумнівною, оскільки навряд чи античні автори промовчали б про спорідненість змовника з Антигоном. Також цілком імовірно, що Деметрій Поліоркет був названий на честь вже мертвого родича, який мав померти не пізніше 336 року до н. е., року народження Поліоркета.

### Коментар
1. ↑  Зараз мис Кьойбаші
2. ↑  Зараз узбережжя стамбульського району Енікьой[en].

### Первинні джерела
- Діонісій Візантійський. Плавання по Боспору.
- Плутарх. Деметрій // Порівняльні життєписи.

### Дослідження
- Габелко О. Л. Кем был Деметрий, полководец Филиппа (Dion. Byz. 65)? :  [рос.] // Восток (Oriens). — 2015. — № 5. — С. 28—34. — ISSN 0869-1908.
- Невская В. П[ru]. Византий в классическую и эллинистические эпохи :  [рос.]. — Москва : Издательство АН СССР, 1953.
- Billows R.[en]. Antigonos the One-Eyed and the Creation of the Hellenistic State. — Berkeley, Los Angeles, London : University of California Press, 1997.
- Heckel W.[en]. Who's Who in the Age of Alexander the Great: Prosopography of Alexander's Empire. — Oxford : Wiley-Blackwell, 2008. — 389 p. — ISBN 9781405154697.